# 大妻中学校・高等学校
大妻中学高等学校（おおつまちゅうがく・こうとうがっこう）は、東京都千代田区三番町に所在し、中高一貫教育を提供する私立女子中学校・高等学校。
高等学校において生徒を募集しない完全中高一貫校。

## 沿革
- 1908年 - 前身となる家塾が設立創立者は女子教育家の大妻コタカ
- 1919年 - 大妻実科高等女学校として設立
- 1921年 - 大妻高等女学校に改組
- 1929年 - 財団法人大妻学院となる。
- 1947年 - 学制改革により大妻中学校を設立
- 1948年 - 学制改革により大妻高等学校を設立
- 1951年 - 財団法人大妻学院を学校法人大妻学院に組織変更
- 1965年 - 中学・高校　校舎増築完成
- 1980年 - 芸術棟　増築完成
- 1990年 - 高校募集停止　6年完全一貫に
- 2004年 - 新校舎完成
- 2005年 - 新体育館完成
- 2019年 - GLAPが始まる（英語取り出し授業）

## 部活動
- 理化部
- 英会話部
- 演劇部
- 茶道部
- 書道部
- マンドリン部
- 吹奏楽部
- 日本舞踊部
- コーラス部
- 調理研究部
- 軽音楽部
- 文芸部
- 華道部
- 書道部
- 理化部
- アニメ部
- 漫画部
- 美術部
- 写真部
- 箏曲部
- JRC部
- 吹奏楽部
- ソフトテニス部
- テニス部
- 体操部
- 剣道部
- バトントワリング部
- バレーボール部
- 卓球部
- ワンダーフォーゲル部
- 陸上部
- ダンス部
- バスケットボール部
- ミュージカル同好会
- 映画同好会
- 囲碁同好会
- ICT同好会
- 天文同好会
- バドミントン同好会
- 競技かるた同好会

## 交通
- 東京メトロ半蔵門線半蔵門駅 5番出口より徒歩5分
- JR中央・総武線・都営地下鉄新宿線・東京メトロ有楽町線・南北線 市ケ谷駅より徒歩10分
- 東京メトロ東西線九段下駅より徒歩12分
- 都営バス高71系統九段三丁目より徒歩5分

## 制服
夏は白、冬は紺のオーソドックスなセーラー服で、リボン（スカーフ）以外は中高共通。中学校ではスカーフを結ばずに垂らすスタイル、高校ではスカーフをリボンのように結ぶスタイルとなっている。スカートは紺色、前ひだである。胸当てなし。

## 著名な出身者
- 今市涼子 - 学校法人日本女子大学理事長、元植物形態学会長
- 角野栄子 - 童話作家
- 佐藤照子 - 教育者、埼玉短期大学学長
- 藤由紀子 - 元女優
- 三浦光子 - 女優
- 根岸明美 - 女優
- 炎加世子 - 女優
- 野口かおる - 女優
- 西山繭子 - 女優、作家
- 西舘代志子 - 評論家、緑化運動家 / 井上ひさしの妻
- 工藤美代子 - ノンフィクション作家
- 神田愛花 - 元NHKアナウンサー
- 永井美奈子 - 元日本テレビアナウンサー
- 田中みな実 - 元TBSアナウンサー
- 宇賀神メグ - TBSアナウンサー
- 来栖史江 - フリーアナウンサー
- 美園さくら - 元宝塚歌劇団月組トップ娘役
- 綾月せり - 元宝塚歌劇団月組男役
- 紫藤りゅう - 元宝塚歌劇団宙組男役
- 松尾佳子 - 声優
- くじら - 声優
- 櫻井祥子 - 政治家

## 系列校
- 大妻女子大学
- 大妻多摩中学校・高等学校
- 大妻中野中学校・高等学校
- 大妻嵐山中学校・高等学校